# Hitoshi Tomishima
Hitoshi Tomishima (jap. 冨嶋 均, Tomishima Hitoshi; * 1. Juni 1964 in der Präfektur Kumamoto) ist ein ehemaliger japanischer Fußballspieler.

## Karriere
Tomishima erlernte das Fußballspielen in der Schulmannschaft der Kyushu Gakuin High School und der Universitätsmannschaft der Fukuoka-Universität. Seinen ersten Vertrag unterschrieb er 1986 bei All Nippon Airways. Der Verein spielte in der zweithöchsten Liga des Landes, der Japan Soccer League Division 2. 1987/88 wurde er mit dem Verein Meister der Division 2 und stieg in die Division 1 auf. 1988/89 wurde er mit dem Verein Vizemeister der Division 1. Mit Gründung der Profiliga J.League 1992 und der damit verbundenen Neuorganisation des japanischen Fußballs wurden aus All Nippon Airways die Yokohama Flügels. 1993 gewann er mit dem Verein den Kaiserpokal. Für den Verein absolvierte er 77 Erstligaspiele. 1994 wechselte er zum Zweitligisten Fujieda Blux (Fukuoka Blux). Ende 1995 beendete er seine Karriere als Fußballspieler.

## Erfolge
All Nippon Airways/Yokohama Flügels
- Japan Soccer League

Vizemeister: 1988/89
- Kaiserpokal

Sieger: 1993